# Classe Panigaglia
La classe Panigaglia è stata una classe di navi trasporto munizioni e posamine della Regia Marina italiana composta da tre unità.

## Storia
Le tre navi vennero largamente utilizzate durante la seconda guerra mondiale; dopo l'armistizio vennero utilizzate anche dalla Marina Militare italiana.

### Panigaglia
Costruita presso i cantieri del Muggiano alla Spezia, la nave venne varata nel 1923 ed entrò in servizio nel corso del medesimo anno.
All'inizio della seconda guerra mondiale l'unità, come la gemella Vallelunga, era sotto il diretto controllo di Supermarina. Durante il conflitto la nave ebbe largo impiego come posamine.
La proclamazione dell'armistizio sorprese il Panigaglia alla Spezia e qui la nave venne catturata dalle truppe tedesche l'8 settembre 1943. Nell'ottobre del 1943 il Panigaglia, attaccato da aerei, venne centrato da alcune bombe ed affondò nel Golfo della Spezia, ma i tedeschi decisero di recuperarlo: i lavori di recupero ebbero inizio l'11 gennaio 1944 e terminarono il 20 aprile successivo. 
La nave venne utilizzata dai tedeschi come Westmark e fu tra le poche lasciate intatte alla fine della guerra, quando contrariamente alle clausole del trattato di pace che ne prevedeva la cessione alla Francia venne lasciata alla MMI e tornò a svolgere il suo lavoro di trasporto munizioni.
Nella mattinata del 21 giugno 1947, dopo aver imbarcato 330 tonnellate di munizioni dell'esercito, il Panigaglia, al comando del tenente di vascello Agostino Armato e con a bordo 65 uomini di equipaggio, lasciò Pantelleria per trasferire il munizionamento presso i depositi di Pozzarello. Dopo aver fatto tappa a Trapani, la nave, all'una del pomeriggio del 26 giugno, diede fondo nella rada di Santa Liberata, a circa quattro chilometri da Porto Santo Stefano, dove sarebbero state effettuare le operazioni di scarico, coadiuvate da due barconi della Montecatini, uno dei quali, al comando del capobarca Armando Loffredo, aveva a bordo 12 operai civili. La decisione di non scaricare proprio a Porto Santo Stefano era stata presa per circoscrivere i danni di un'eventuale esplosione. Verso le undici di mattina del 1º luglio si verificò a prua del Panigaglia un primo scoppio di modesta entità, in seguito al quale parte dell'equipaggio ed i dodici operai presenti sul barcone della Montecatini che si trovava sottobordo all'unità accorsero nella zona prodiera; frattanto il capobarca Loffredo chiedeva se occorreva allontanare il pontone, che era già pressoché carico. Tuttavia il primo scoppiò generò una catena di esplosioni che, attraverso gli scoppi delle munizioni ammucchiate in coperta, raggiunse, alle 11.10, le stive ancora in gran parte piene di materiale: il Panigaglia saltò in aria. I resti della nave, scossi anche dallo scoppio delle caldaie, si rovesciarono per poi affondare lasciando affiorare una porzione della poppa. 
Le indagini accertarono che l'esplosione era stata accidentale ed era stata provocata verosimilmente dal surriscaldamento del munizionamento (stivato in locali poco aerati e surriscaldati per la calura di luglio) o dalla caduta di una cassa di munizioni (forse bombe a mano durante le operazioni di scarico.

### Buffoluto
Costruita presso i cantieri del Muggiano a La Spezia, la nave entrò in servizio nel 1924.
Utilizzabile come posamine oltre che come trasporto munizioni, l'unità conobbe impiego soprattutto all'inizio della seconda guerra mondiale, all'inizio della quale aveva base a Napoli. Dal 6 giugno al 10 luglio 1940 il Buffoluto posò campi minati difensivi (con mine tipo «Elia» e «Bollo») tra Capo Circeo e l'isola di Zannone, all'imboccatura del Golfo di Napoli, nel canale tra Ischia e Procida e nello stretto di Capri e dopo l'armistizio venne catturata dai tedeschi dopo un combattimento, gravemente danneggiata, non riparata e poi affondata nel 1945.
Rimessa a galla nel 1947, la nave venne radicalmente ricostruita (le modifiche comportarono, tra l'altro, una totale ricostruzione delle sovrastrutture e la conversione dell'alimentazione dell'apparato motore da carbone a nafta) e tornò in servizio il 7 marzo 1948, trasformata in nave servizio fari e successivamente dotata, con l'ingresso dell'Italia nella NATO, della matricola A 5327.
Disarmata nel 1971, l'anziana unità venne radiata il 24 gennaio 1973 ed avviata alla demolizione successivamente al 1978.

### Vallelunga
Costruita presso i cantieri del Muggiano a La Spezia, la nave entrò in servizio nel 1924.
All'inizio della seconda guerra mondiale l'unità, come la capoclasse Panigaglia, era sotto il diretto controllo di Supermarina. Nel corso del conflitto la nave venne ampiamente utilizzata per la posa di campi minati.
L'annuncio dell'armistizio sorprese il Vallelunga nella base di La Spezia: per evitare la cattura dell'unità da parte delle truppe tedesche, l'equipaggio autoaffondò la nave il 9 settembre 1943. Nell'ottobre del 1943 il relitto venne recuperato dai tedeschi, che lo trasferirono a Genova, lo ripararono e lo rimisero in servizio come posamine portuale (con capacità da 30 a 53 mine) il 31 marzo 1944. Incorporata nella Kriegsmarine, la nave mantenne comunque il nome di Vallelunga.
Il 28 maggio 1944, durante un pesante bombardamento aereo statunitense su Genova, il Vallelunga fu colpito da varie bombe con perdite tra l'equipaggio e saltò in aria. 
Il relitto, trovato affondato nell'aprile 1945 nella Calata Giaccone (nei pressi di Ponte San Giorgio), venne recuperato nel 1947 e demolito.